# Josip Ago Skenderović
Josip Ago Skenderović je (Subotica, 1954.), likovni (multimedijalni) je umjetnik, pedagog i društveni djelatnik iz zajednice Hrvata iz Vojvodine. Umjetnik je grafičar. Živi i radi u Francuskoj, u Parizu.

## Umjetnički rad
Slika u kombiniranoj tehnici na papiru, akrila na platnu i drugima. Osim grafike, bavi se crtežem, proširenim medijima i slikarstvom, no s obzirom na raspon tehnika, može ga se nazvati multimedijalnim umjetnikom.

## Životopis
Rodio se 1954. u Subotici. Studirao je u Zagrebu, gdje je diplomirao 1978. godine na Akademiji likovnih umjetnosti u klasi prof. Ante Kuduza.
Nakon što je završio studij radi kao umjetnik grafičar:
- Atelje 17 od 1979. do 1982. u radionici S. W. Haytera
- na pariškoj Akademiji likovnih umjetnosti od 1980. do 1981. s prof. A. Hadadom
- formacijski centar za grafiku na CNA/CEFAG-u ((Nacionalni centar za aerografiju / Centar za formiranje iz oblasti grafičkih umjetnosti) od 1997. do 1998. godine. Ovdje mu je rad osobito bio usmjeren na infografiju i multimediju[1]

Bio je učenikom Stipana Šabića.
Članom je skupine Formes et vie od 1987. godine, skupine koju su osnovali poznati Le Corbusier i Fernand Léger.
Danas živi i radi u Francuskoj, u Parizu. Ondje radi u srednjoj školi kao profesor likovnih i primijenjenih umjetnosti. Vrlo je angažirani djelatnik hrvatske zajednice u Francuskoj.
Izlagao je na izložbama u Hrvatskoj, Francuskoj i inim državama. Samostalno je izlagao u rodnoj Subotici (atelje Prostor Novi) (slike iz Subotičkog ciklusa), Paliću, Beogradu, Hrvatskoj (Osor, Zagreb), Belgiji, Francuskoj, Sloveniji i drugdje. Izlagao je u na skupnim izložbama u Hrvatskoj Galeriji Vladimir Filakovac Narodnog sveučilišta Dubrave 2007. (Francuska veza)(u organizaciji Ministarstva vanjskih poslova RH i Francuskog instituta) i 2010. (Uskrs 2010.). u Zagrebu u Klovićevim dvorima (Izložba likovnih umjetnika Hrvata iz Vojvodine), Francuskoj, Srbiji, Mađarskoj (Pečuh), SAD-u (New York), Danskoj, Japanu, Njemačkoj, Brazilu, Španjolskoj i drugima.
Sudjelovao je na Međunarodnoj umjetničkoj koloniji Stipan Šabić koja se održala se na salašu Paje Đurasevića na Bunariću u organiziciji Hrvatske likovne udruge «Cro Art».

## Nagrade
Dobio je ove nagrade:
- počasna odlikovanja Republike Francuske za doprinos na polju umjetnosti (Mérite et Dévouement Français 1998. i Arts-Sciences-Lettres 1999.)
- počasna odlikovanja Republike Francuske za doprinos grafičkom mediju (od Ministarstva znanosti (1981.)
- prva nagrada za grafiku francuskog ministarstva znanosti 1980.
- dvije nagrade za grafike francuskog ministarstva prosvjete[3]

## Vanjske poveznice
- Osobne stranice
- Google Knjige Josip Skenderović Ago, Koen de Prik: Studio Galerije Forum 13.5-2.6.1986, Galerija Forum Centra za kulturu i informacije, 1986.
- Nacionalno sveučilište Dubrava  Arhivirana inačica izvorne stranice od 4. studenoga 2013. (Wayback Machine) Josip Ago Skenderović: Kompozicija 8, akril na platnu, 135×106 cm, 2002.
- Subotica.info[neaktivna poveznica] Nikola Tumbas: Izložba Josipa Skenderovića Age (sadrži govore umjetnika Josipa Age Skenderovića, konzulice RH Ljerke Alajbeg, predsjednika HNV-a Slavena Bačića)